# Campionato d'Asia per club 1967
Il Campionato d'Asia per club 1967 è stata la 1ª edizione della AFC Champions League, il massimo torneo calcistico asiatico per squadre di club maggiori maschili.
Il torneo vide la vittoria del Hapoel Tel Aviv che sconfisse i malesi del Selangor nella finale di Bangkok.

## Formula

### Compagini ammesse
Il numero di squadre ammesse alla manifestazione, originariamente otto, fu ridotto a sei in seguito alla rinuncia a partecipare da parte delle squadre campioni d'India e d'Iran.

### Formato
Le sei squadre partecipanti alla manifestazione si affrontano in turni ad eliminazione diretta con gara ed andata e ritorno, salvo la finale: a causa del ritiro delle squadre campioni d'India e d'Iran, alcune squadre sono qualificate d'ufficio ai turni successivi (tra cui l'Hapoel Tel Aviv, che scese in campo solamente in occasione dell'incontro finale).

## Date
| Turno         | Andata            | Ritorno                 |
| ------------- | ----------------- | ----------------------- |
| Primo turno   | 6-18 maggio 1967  | 27 maggio-3 giugno 1967 |
| Secondo turno | 15 luglio 1967    | 29 luglio 1967          |
| Semifinali    | 16 settembre 1967 | 21 ottobre 1967         |
| Finali        | 19 dicembre 1967  | 19 dicembre 1967        |

## Squadre partecipanti
- Tungsten Mining
- Hapoel Tel Aviv
- Selangor
- South China
- Bangkok Bank
- Vietnam Customs

## Risultati

### Primo turno
- Tungsten Mining[2]
- Hapoel Tel Aviv[2]

| Squadra 1   | Totale | Squadra 2       | Andata | Ritorno |
| ----------- | ------ | --------------- | ------ | ------- |
| Selangor    | 2 - 1  | Vietnam Customs | 0 - 0  | 2 - 1   |
| South China | 1 - 2  | Bangkok Bank    | 1 - 0  | 0 - 2   |

### Secondo turno
- Tungsten Mining[2]
- Hapoel Tel Aviv[2]

| Squadra 1 | Totale | Squadra 2    | Andata | Ritorno |
| --------- | ------ | ------------ | ------ | ------- |
| Selangor  | 1 - 0  | Bangkok Bank | 1 - 0  | 0 - 0   |

### Semifinali
- Hapoel Tel Aviv[2]

| Squadra 1 | Totale | Squadra 2       | Andata | Ritorno |
| --------- | ------ | --------------- | ------ | ------- |
| Selangor  | 1 - 0  | Tungsten Mining | 0 - 0  | 1 - 0   |

### Finale
| Bangkok 19 dicembre 1967                                                        | Hapoel Tel Aviv | 2 – 1     | Selangor | (12,000 spett.) |
| \| \| \| \| \| Bursuk 70’ Rachiminovich 75’ (rig.) \| Marcatori \| 50’ Aslim \| |                 |           |          |                 |
|                                                                                 |                 |           |          |                 |
| Bursuk 70’ Rachiminovich 75’ (rig.)                                             | Marcatori       | 50’ Aslim |          |                 |